# Atropacarus
Atropacarus é um gênero de ácaros da família Steganacaridae tendo um total de 27 espécies conhecidas.